# لیو شین-یانگ
لیو شین-یانگ (انگلیسی: Lho Shin-yong؛ زادهٔ ۲۸ فوریهٔ ۱۹۳۰ – درگذشتهٔ ۲۱ اکتبر ۲۰۱۹) یک سیاست‌مدار اهل کره جنوبی بود. وی از ۱۶ مه ۱۹۸۵ تا ۲۵ مه ۱۹۸۷ نخست‌وزیر این کشور بود. لیو شین-یانگ در ۲۱ اکتبر ۲۰۱۹، در سن ۸۹ سالگی درگذشت.